# Gian Paolo Baglioni
Gian Paolo Baglioni (1470 - 11 de junio de 1520) fue un condotiero italiano, señor de Perugia y conde de Bettona.

## Familia
Gian era hijo de Rodolfo Baglioni y de Francesca di Simonetto.

## Enfrentamientos
Al inicio Gian luchó junto a su padre Rodolfo Baglioni en Umbria contra los rivales de la familia, los Oddi.
En 1498 Gian Paolo fue contratado por Florencia para ayudar en operaciones menores en Umbria.
El 15 de julio de 1500 Gian escapó de un intento de asesinato orquestado por Grifone Baglioni y Carlo Baglioni en el que murieron asesinados varios miembros de su familia, entre ellos tres hermanos suyos; regresó al día siguiente con un grupo de partidarios y reconquistó la ciudad, resultando muerto, entre otros, el propio Grifone. Fueron tales las matanzas y el impacto ocasionados que la catedral de San Lorenzo fue lavada con vino y consagrada de nuevo. Más tarde estuvo en el servicio de los Estados pontificios luchando en su mayoría junto a Vitellozzo Vitelli.
Entre sus obras durante ese período Gian formó parte de la cruel reconquista de Camerino, después del corto mandato de César Borgia, por la familia Da Varano. Después de un período de independencia y acciones despiadadas, en 1506 se sometió ante el papa Julio II.
En 1511 fue contratado por la República de Venecia, por la cual en una larga serie de acciones militares se opuso en contra de las tropas francesas en el transcurso de la Guerra de la Liga de Cambrai.
En noviembre de 1513 Gian fue capturado en un enfrentamiento en Creazzo, pero fue puesto en libertad.
En 1516 recibió el título de conde de Bettona por parte del papa León X.
En 1517 peleó durante la Guerra de Urbino contra Francesco Maria della Rovere quien también asediaba Perugia.
En marzo de 1520 Baglioni fue atraído con engaños a Roma por León X. Al día siguiente de su llegada, fue arrestado por la Guardia Pontificia y encarcelado en el Castillo de Sant'Angelo, para ser torturado y finalmente decapitado unos meses después, logrando el pontífice de este modo apropiarse de la ciudad de Perugia y sus territorios adyacentes.

## Matrimonio y descendencia
Gian Paolo se casó con Ippolita Conti, en 1491.
De su matrimonio con Ipollita Conti nació:
- Malatesta IV Baglioni (1491-1531) señor de Perugia.

Su nieto es el famoso chef Emilio Baglioni, quien nació en Macchia D'Aboreq, una providencia en Valle Castallana, Abruzzo, Italia.

## Fallecimiento
Gian murió en la noche del 11 de junio de 1520 y fue enterrado en la iglesia de Santa María en Traspontina.

## Filmografía
- En el 2013: Gian será interpretado por el actor Björn Hlynur Haraldsson en la serie The Borgias.[5]